# 1988年ソウルオリンピックの中国選手団
1988年ソウルオリンピックの中国選手団（1988ねんソウルオリンピックのちゅうごくせんしゅだん）は、1988年9月17日から10月2日にかけて韓国のソウルで開催された1988年ソウルオリンピックの中国選手団、およびその競技結果。

## 概要
今大会は金メダル5個、銀メダル11個、銅メダル12個の合計28個のメダルを獲得した。

## メダル
| メダル | 選手名 | 競技 | 種目               |
| ------ | ------ | ---- | ------------------ |
| 金     | 楼雲   | 体操 | 男子跳馬           |
| 銀     | 楊文意 | 競泳 | 女子50m自由形      |
| 銀     | 荘泳   | 競泳 | 女子100m自由形     |
| 銀     | 黄暁敏 | 競泳 | 女子200m平泳ぎ     |
| 銅     | 李梅素 | 陸上 | 女子砲丸投         |
| 銅     | 銭紅   | 競泳 | 女子100mバタフライ |
| 銅     | 楼雲   | 体操 | 男子ゆか           |